# Brentwood (Essex)
Brentwood is een plaats in het bestuurlijke gebied Brentwood, in het Engelse graafschap Essex. Brentwood ligt ten noordoosten van regio Groot-Londen en telt 44.800 inwoners.

## Verkeer en vervoer
Er zijn drie spoorwegstations:
- Station Brentwood
- Station Shenfield
- Station West Horndon

## Geboren
- Mark Davis (1964), golfer
- Johnny Herbert (1964), autocoureur
- Nina Rillstone (1975), Nieuw-Zeelandse langeafstandsloopster
- Kellie Bright (1976), acteur
- Flynn Downes (1999), voetballer

## Galerij

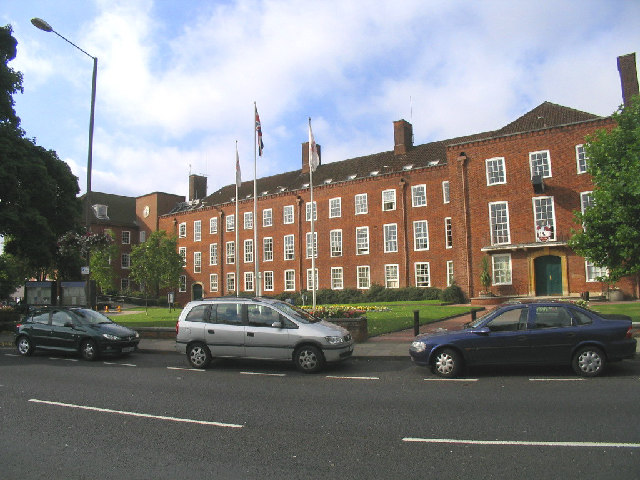
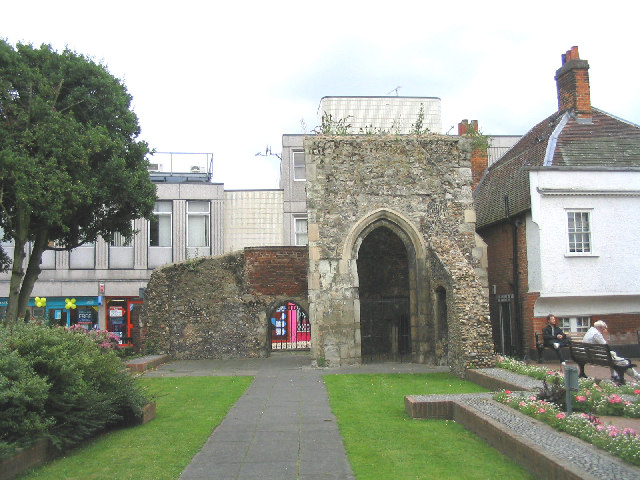
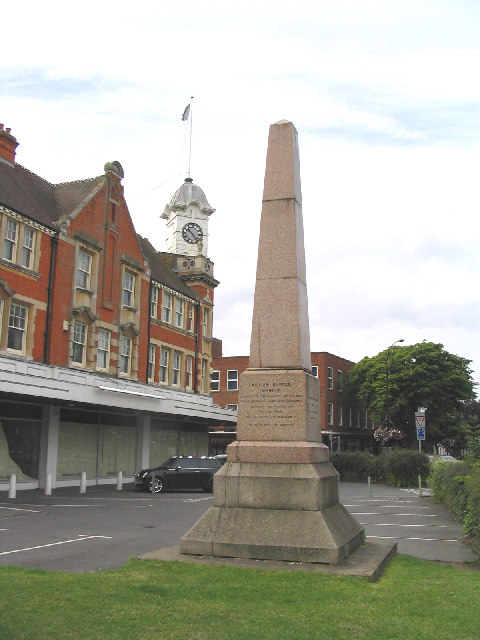
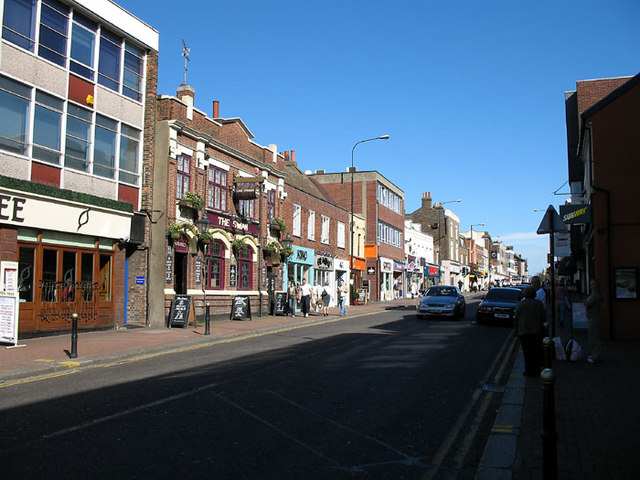
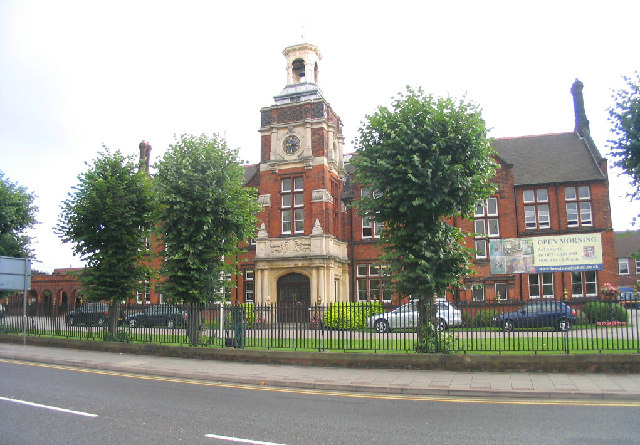
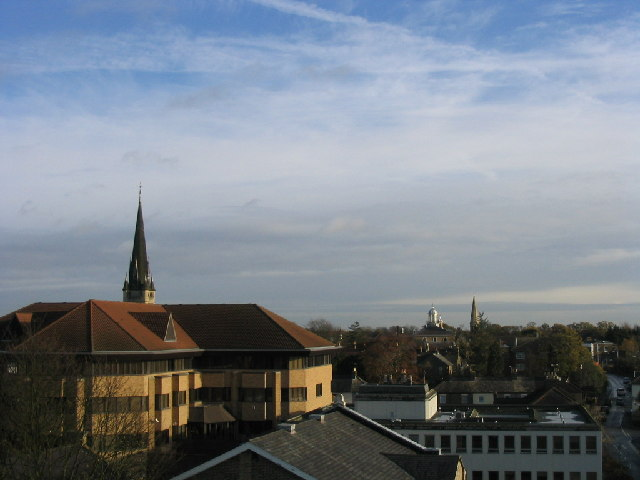
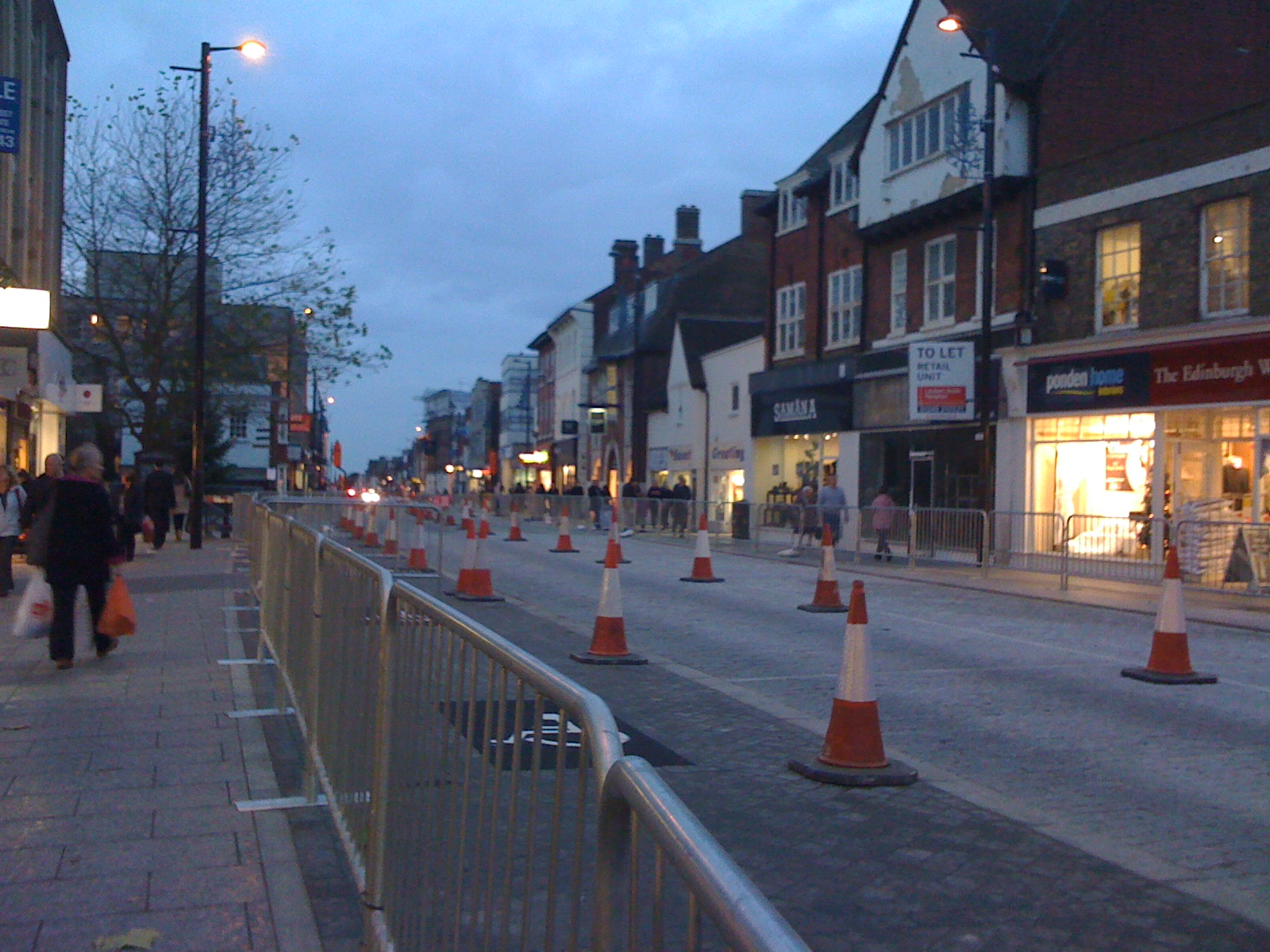
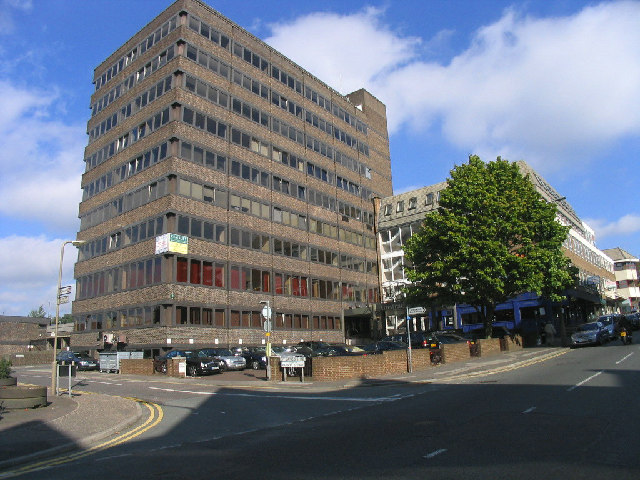
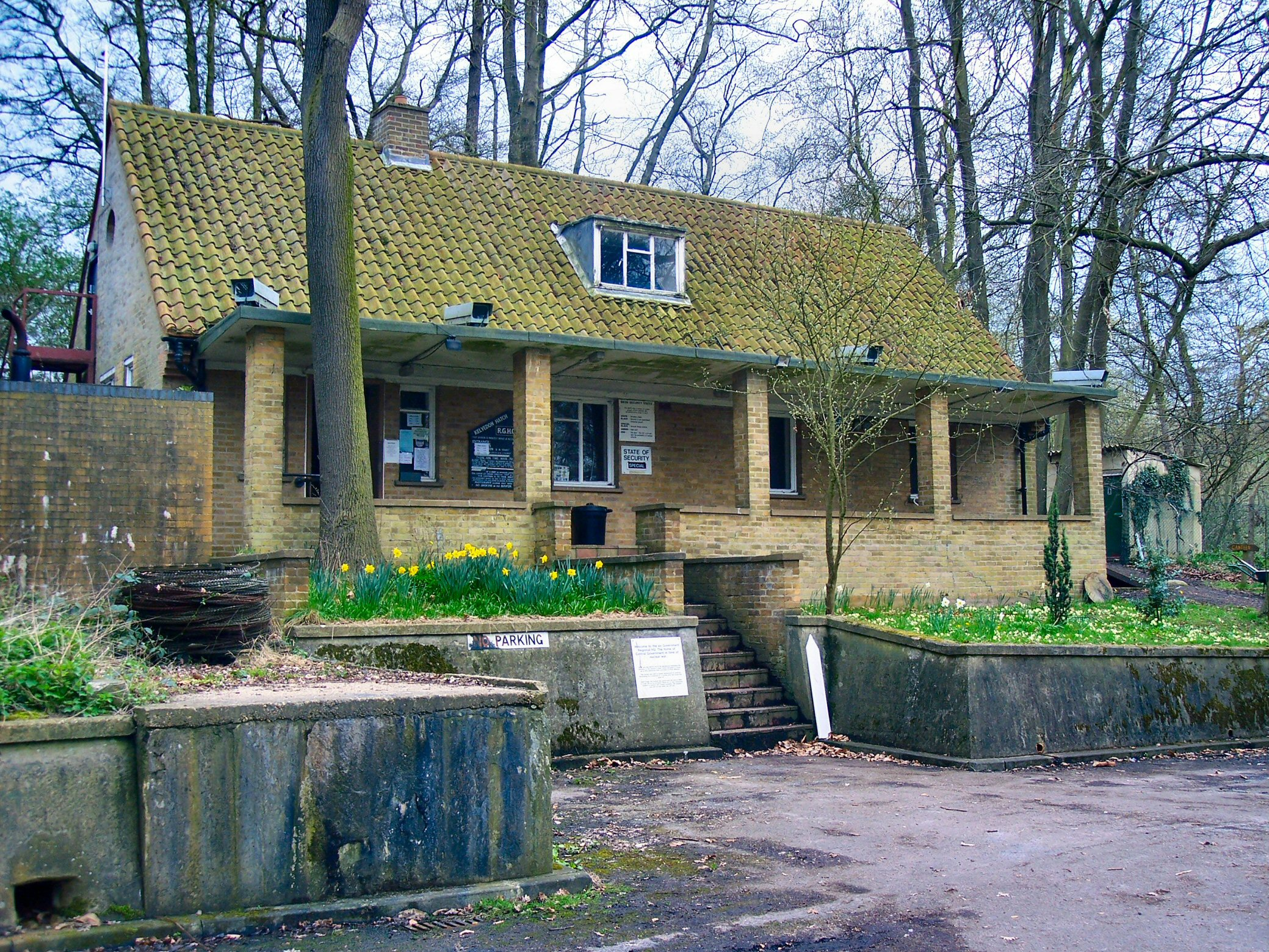
Bunker voor nucleaire aanvallen